# Llista de kans de Kazan
La llista dels governants del Kanat de Kazan és:
- Ghiasetdin de Kazan - governant de Ghiasetdin Ulus', no del kanat.

- Ulugh Muhammad Khan (Olug Moxammat, Oluğ Möxämmät, Ulu Mukhamed) 1437-1445
- Maxmud (Mäxmüd, Mahmudek, Mahmud, Makhmud) 1445 - 1462 o 1466
- Xalil (Xälil, Khalil ibn Mahmud) 1462 o 1466 - 1467
- Ibrahim (İbrahim) 1467 - 1479
- Ilham (İlham, Ğäli, Ghali, Ali) 1479 - 1484, 1485 - 1487
- Moxammat Amin (Möxämmät Ämin, Möxämmädämin, Muhammad Amin) 1484 - 1485, 1487 - 1495, 1502 - 1518. Fi de la dinastia d'Olug Moxammat.
- Mamuq (Mamıq, Mameq, Mamuk) 1495 - 1496
- Ghabdellatif (Ğäbdellatíf, Abd Al-----Latyf, Abdul Latyf) 1496 - 1502
- Shahgali (Şahğäli, Shah Ali) 1518 - 1521, 1546, 1551 - 1552
- Sahib Giray (Säxibgäräy, Sakhib-Girey) 1521 - 1525
- Safa Giray (Safagäräy, Safa-Girey) 1525 - 1532, 1535 - 1546, 1546 - 1549
- Cangali (Canğäli, Jan Ali, Can Ali) 1532 - 1535
- Utamesh (Utamesh Giray, Ütämeşgäräy, Ötemiş, Otemish, Utyamysh) 1549 - 1551, Soyembika (Söyembikä) com a regent i líder de facto
- Yadegar Moxammad (Yadegär Möxämmät, Yadigar Muhammad, Yadygar) 1552